# Вільгельм Пренцель
Вільгельм Пренцель (нім. Wilhelm Prentzel; 28 липня 1878, Гаген — 2 травня 1945, Берлін) — німецький військово-морський діяч, адмірал (30 листопада 1930).

## Біографія
7 квітня 1896 року вступив на флот кадетом. Пройшов підготовку на навчальних кораблях «Штош», «Штайн», «Блюхер», «Марк» та у військово-морському училищі. Служив на лінійному кораблі «Саксонія», навчальних кораблях, крейсерах. Учасник Першої світової війни, навігаційний офіцер на важкому крейсері «Зейдліц» і в штабі 1-ї розвідувальної групи (23 червня 1914 — 11 червня 1917). З 12 червня 1917 року — 1-й офіцер Адмірал-штабу, з 8 січня 1918 року — начальник штабу командувача розвідувальними силами, одночасно з 1 грудня 1917 по 23 січня 1918 року командував легким крейсером «Ніобе». З 4 вересня по 18 грудня 1918 року —командир легкого крейсера «Бремсе». 
У грудні 1918 року переведений в центральний апарат управління ВМФ. З 31 травня 1920 року — начальник штабу військово-морської станції «Нордзе». 1 жовтня 1921 року очолив Морське управління Морського керівництва, а в березні-червні 1923 року одночасно очолював Загальне управління. З 15 лютого 1924 року — командир лінійного корабля «Ельзас». З 23 вересня 1925 року — командувач ВМС в Північному морі і 2-й адмірал дивізії лінійних кораблів. З 4 жовтня 1930 року — начальник Загального управління Морського керівництва. 15 листопада 1930 року переведений в розпорядження головнокомандувача ВМС, а 30 листопада звільнений у відставку.
1 січня 1939 року знову прийнятий на службу і 25 серпня призначений уповноваженим від ВМС в Східній Пруссії. 10 вересня 1939 року переведений в розпорядження головнокомандувача ВМС. 30 листопада 1944 року вийшов у відставку. Наклав на себе руки.

## Нагороди
- Столітня медаль (22 березня 1897)
- Орден Меджида 4-го класу (Османська імперія; 6 квітня 1901)
- Медаль «За кампанію в Південно-Західній Африці» в сталі (1907)
- Орден Меча, лицарський хрест 1-го класу (Швеція; 13 липня 1909)
- Орден Червоного орла 4-го класу з короною
  - орден (6 серпня 1909)
  - корона (19 вересня 1912)
- Орден Корони Румунії, офіцерський хрест (6 серпня 1909)
- Залізний хрест 2-го і 1-го класу
- Орден «За заслуги» (Баварія) 4-го класу з мечами і короною
- Військовий Хрест Фрідріха-Августа (Ольденбург) 2-го (із застібкою «Перед ворогом») і 1-го класу
- Королівський орден дому Гогенцоллернів, лицарський хрест з мечами (26 березня 1918)
- Хрест «За вислугу років» (Пруссія) (25 років)
- Почесний хрест ветерана війни з мечами
- Хрест Воєнних заслуг 2-го класу з мечами